# Célio Silva
Vagno Célio do Nascimento Silva, ou simplesmente Célio Silva (Miracema, 20 de maio de 1968), é um ex-futebolista e treinador brasileiro.

## Carreira
Devido à sua forte potência nos chutes de bola parada, ficou mais conhecido como o Canhão do Brasileirão, quando marcou muitos gols de falta em algumas edições do Campeonato Brasileiro, mais precisamente na época em que atuava pelo Corinthians.
Entre outros títulos, Célio Silva foi campeão da Copa do Brasil em duas oportunidades. Em 1992, atuando pelo Internacional, de Porto Alegre, e em 1995, atuando pelo Corinthians, sendo que no mesmo ano Célio também conquistou, com o Timão, o título do Paulistão.
Em 2009, estreou como treinador pelo Tupy do Espírito Santo, sendo campeão da Copa Metropolitana. Em 2010, treinou o São Mateus, do mesmo estado e também no mesmo ano comandou o Londrina (PR). Em 2011, dirigiu a equipe de juniores do Paulista (SP) e, em 2012, esteve à frente dos juniores do Noroeste (SP).
Atualmente o ex-zagueiro participa de um projeto social que inclui o futebol, entre outras opções oferecidas aos jovens, e também mantém parceria com a empresa Art Sports, de São Paulo.

## Títulos
Americano-RJ
- Campeonato Brasileiro - Série B: 1987
- Campeonato do Interior: 1987

Seleção Carioca
- Campeonato Brasileiro de Seleções Estaduais: 1987

Vasco da Gama
- Campeonato Carioca: 1988
- Taça Guanabara: 1990
- Taça Rio: 1988
- Taça Jerônimo Bastos: 1988
- Taça Adolpho Bloch: 1990
- Troféu Ramón de Carranza: 1988 e 1989
- Torneio de Metz (França): 1989
- Campeonato Brasileiro: 1989

Internacional
- Copa do Brasil: 1992
- Campeonato Gaúcho: 1991 e 1992
- Copa Governador do Estado: 1992

Corinthians
- Campeonato Paulista: 1995[2] e 1997
- Copa do Brasil: 1995
- Troféu Ramón de Carranza: 1996

Flamengo
- Copa Mercosul: 1999
- Campeonato Carioca: 1999
- Taça Guanabara: 1999
- Troféu São Sebastião do Rio de Janeiro: 1999

Atlético-MG
- Campeonato Mineiro: 2000
- Troféu Uberaba 180 Anos: 2000

Tupy
- Copa Metropolitana: 2009

Seleção Brasileira
- Copa América: 1997